# Rolf Eckbauer
Rudolf "Rolf" Eckbauer (* 16. August 1894 in Wien, Österreich-Ungarn; † nach 1944) war ein österreichischer Regieassistent, Aufnahmeleiter und Produktionsleiter beim heimischen und deutschen Film.

## Leben und Wirken
Über Eckbauers Herkunft und Ausbildung ist derzeit nichts bekannt. Nach dem Ersten Weltkrieg arbeitete er als Regieassistent und Aufnahmeleiter und war auch im Vorstand des österreichischen Filmbundes Anschließend ging er nach Berlin und war für den deutschen Stummfilm aktiv. Hier arbeitete Eckbauer seit 1926 zunächst als Aufnahmeleiter und gelegentlich auch weiterhin als Regieassistent, etwa für die kleine Berliner Produktionsfirma Essem-Film. Eckbauer blieb bis zu seinem Karriereende 1945 primär der Aufnahmeleitung verbunden. Von 1933 bis 1938 war er wieder überwiegend in Österreich tätig, in den letzten Jahren wurde er dort erstmals auch als Produktionsleiter (Der Postillon von Lonjumeau, Die Puppenfee, Pat und Patachon im Paradies, Konzert in Tirol) eingesetzt. Rolf Eckbauer blieb auch während der Anschluss-Jahre (1938–1945) in Wien und stand im Krieg vor allem in Diensten der dort beheimateten Wien-Film, bei deren berühmt gewordener Puschkin-Adaption Der Postmeister mit Heinrich George er gleichfalls die Aufnahmeleitung innehatte. Mit Kriegsende 1945 verliert sich Rolf Eckbauers Spur.

## Filmografie
als Produktionsleiter
- 1935: Der Postillon von Lonjumeau
- 1936: Alles für Veronika (Fräulein Veronika)
- 1936: Die Puppenfee
- 1937: Pat und Patachon im Paradies
- 1938: Konzert in Tirol
- 1939: Frau im Strom
- 1939: Blonde Frau übern kurzen Weg (Kurzfilm)